# لکوونیا (نیوهمپشایر)
لکوونیا (به انگلیسی: Laconia) شهری در ایالت نیوهمپشایر کشور ایالات متحده آمریکا است که جمعیت آن در سرشماری سال ۲۰۱۰ میلادی، ۱۵٬۹۵۱ نفر بوده‌است.

## نگارخانه

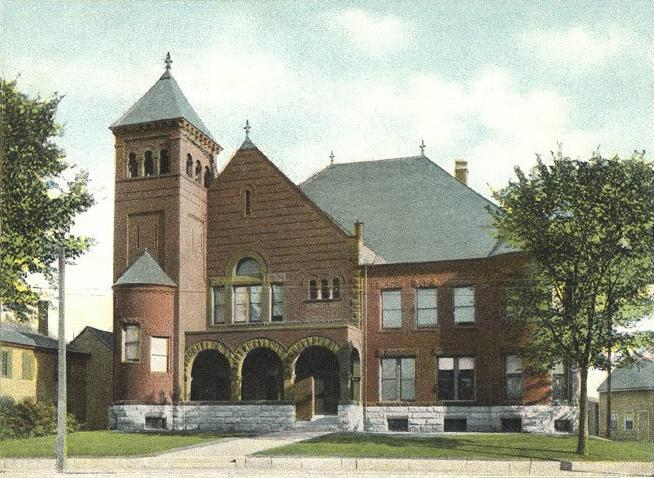
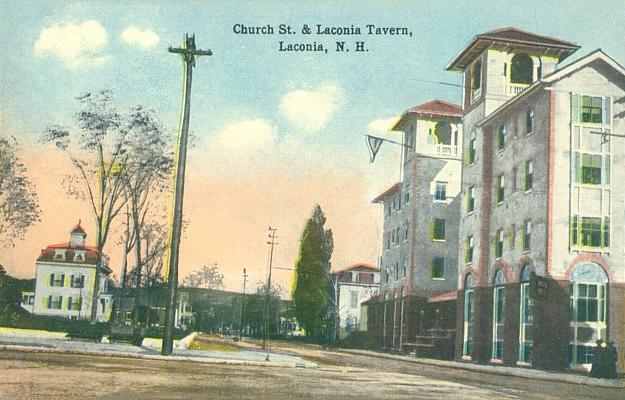
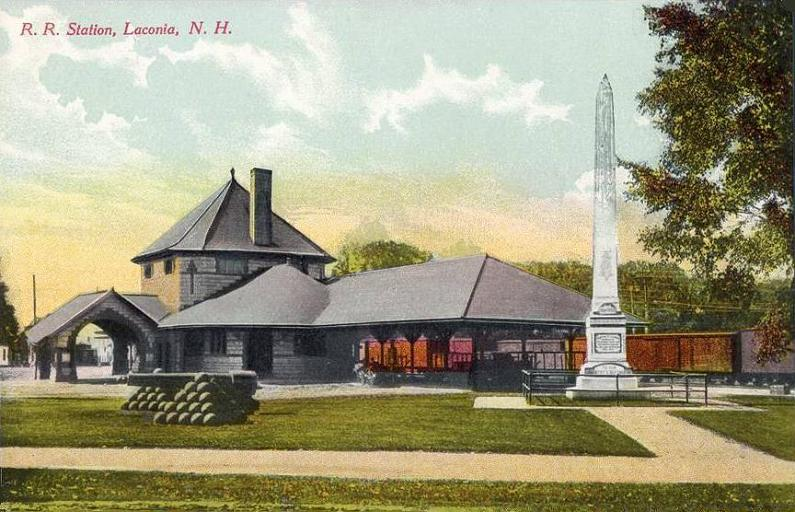
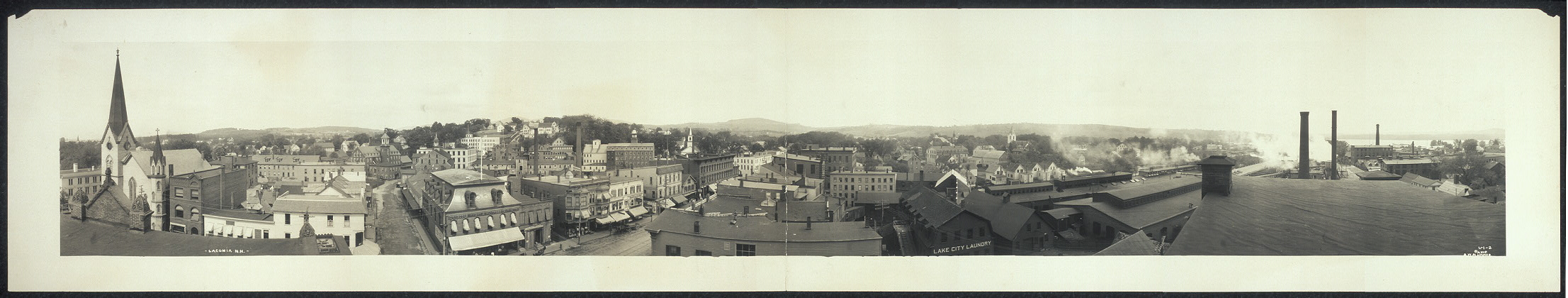
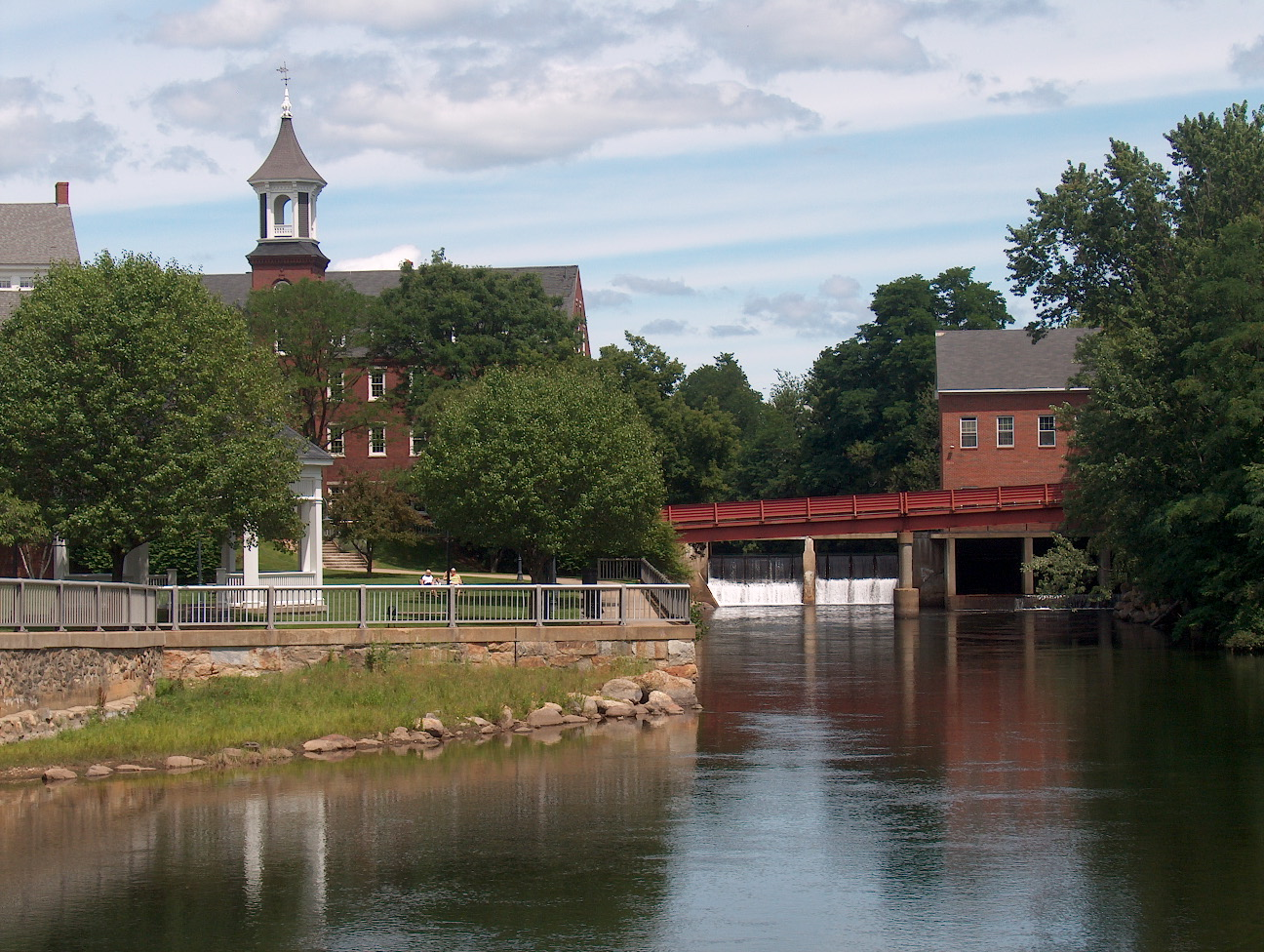